# 미성년 (소설)
《미성년》(러시아어: Подро́сток)은 1875년 러시아 문학지 조국수기(Отечественные записки)에 처음 출판된 러시아 작가 표도르 도스토옙스키의 소설이다. 도스토옙스키의 5대 장편 중 하나로 가장 매혹적인 작품”으로 꼽히는가 하면, 가장 실패한 작품이며 도스토옙스키의 “슬럼프작”이라는 평가를 받기도 한다. 엄청난 분량과 복잡한 내용, 미성숙한 주인공의 관점에서 서술하는 두서없는 장면들, 수많은 문학적 장치와 패러디와 트라베스티가 독자의 이해를 방해하기 때문이다. 도스토옙스키 전문가인 김정아 필자가 작품의 가장 핵심 부분을 골라 발췌하고 상세한 해설과 주석으로 독자를 인도한다.

## 배경
도스토옙스키의 작품 중 편역으로 읽어야 할 단 하나의 책으로 ≪미성년≫이 언급된다.
≪미성년≫에는 주된 인물은 있어도, 주인공이라 할 만한 인물이 없다. 긍정적인 인물이건 부정적인 인물이건, 심리적인 깊이가 결여되어 있다. 있어도 되고 없어도 되는 부수적인 인물들 역시 너무 많다. 대부분 사건들의 연결고리도 매우 느슨하다. 뿐만 아니라, 사건이나 등장인물들의 관계도 우연에 우연이 겹쳐서, 인물들은 심하다 싶을 정도로 “우연히” 만난다. 그리고 “우연히” 엿듣게 되고, “우연히” 서로서로 얽히게 된다. 그리고 그 모든 우연의 가운데에는 언제나 화자 아르카디가 필연적으로 “우연히” 서 있다. 화자 아르카디의 서술은 앞으로 갔다 뒤로 갔다, 이 사건을 얘기하다 다시 과거로 돌아갔다, 시공간을 뛰어넘어 종횡무진 한다. 뚜렷한 연관이나 적어도 연상 작용으로라도 연결되어 있으면 나으련만, 소설의 서술은 그의 머릿속에 떠오르는 대로 몇 달 뒤로 갔다가, 갑자기 몇 달 앞으로 갔다가 정신이 없다. 이런 사람의 기나긴 얘기를 몇 시간 며칠을 듣는다고 생각해 보자. 쉽지 않은 일이다.
작품의 제목 ≪미성년(подросток)≫은 많은 것을 함축한다. 러시아어 ‘под’는 ‘∼의 아래에 있는, 아직 ∼에 이르지 못한’이란 의미의 접두사이고 ‘рост’는 성장 발육, 연령을, ‘росток’는 싹, 싹이 트는 것 등을 의미한다. ‘подросток’는 그래서 아직 다 자라지 못한, 아직 어른이 아닌 사람이다. ‘성숙’한다는 것은 낯선 대상을 받아들이는 과정에서 혼란과 갈등을 겪고 시행착오를 하면서 자신의 관점과 세계관에 수정을 가해 가며 자기와 타인, 자기와 사회에 대한 이해가 깊어진다는 것이다. 그러니 ‘미성숙’하다는 것, 어리고 젊다는 것은 사건이나 사물을 크고 넓게 객관적으로 볼 수 있는 능력을 아직 갖추지 못했다는 것이고, 자기중심적으로 세상을 본다는 뜻이다.
화자 아르카디는 사회적 정서적으로 미숙할 뿐 아니라, 피해 의식과 열등감, 굴욕감, 모욕감, 자기 비하와 보답받지 못하는 사랑에 대한 분노와 애증 등으로 뒤틀려 있기에 그가 전달하는 사건과 사물도 뒤틀릴 수밖에 없다. 메타 텍스트적인 차원에서 보자면, 이렇게 문학적 스킬도 부족하고 시각과 이해력도 제한적인 ‘아직 다 자라지 못한’ 미성년을 화자로 택함으로써 작가 도스토옙스키는 문학적인 정석을 따를 필요 없이 예술적인 자유를 만끽하지 않았을까 싶다. 사건을 제대로 이해하지 못하는 화자 덕에 뭔가가 더 있다는 서스펜스나 감정의 고양, 궁금증을 유발하는 효과를 거둘 수 있었을 것이다. 하지만 바로 이런 점이 ≪미성년≫이 타 작품에 비해 예술성이 떨어진다는 비난을 받게 하는 점이기도 하다.